# فرنسيس جوزيف موراي
فرنسيس جوزيف موراي (بالإنجليزية: Francis Joseph Murray)‏ هو رياضياتي أمريكي، ولد في 3 فبراير 1911 في نيويورك في الولايات المتحدة، وتوفي في 15 مارس 1996 في درم في الولايات المتحدة.